# Lasiomma japonicum
Lasiomma japonicum är en tvåvingeart som beskrevs av Masayoshi Suwa 1971. Lasiomma japonicum ingår i släktet Lasiomma och familjen blomsterflugor. Arten är reproducerande i Sverige. Inga underarter finns listade i Catalogue of Life.